# Zwangsarbeiterlager Diana

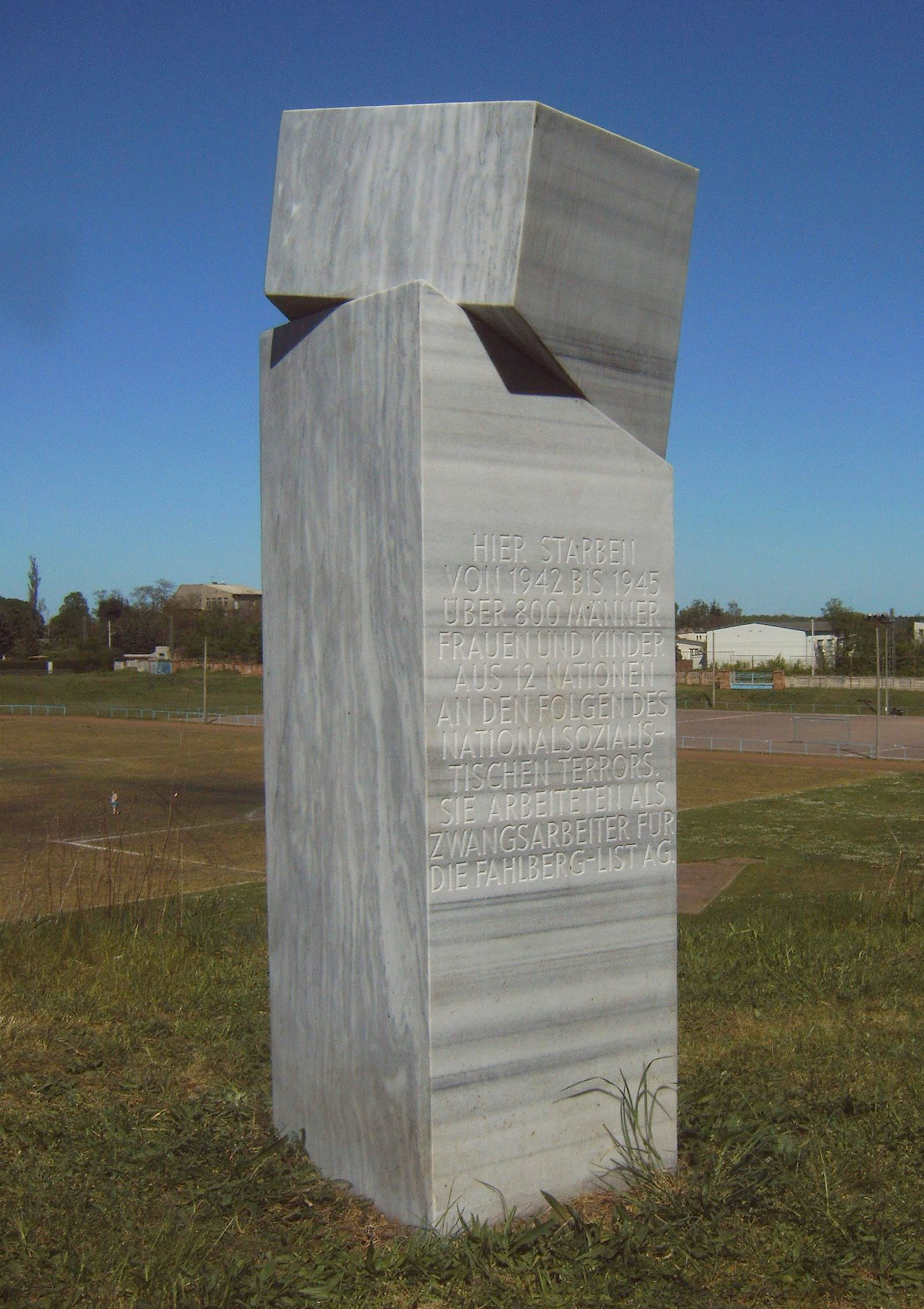
Gedenkstele (2007)

Das Zwangsarbeiterlager Diana war ein in der Zeit des Nationalsozialismus bestehendes Zwangsarbeiterlager im Magdeburger Stadtteil Westerhüsen.

## Lage
Das Lager befand sich unmittelbar nördlich des Friedhofs Westerhüsen, westlich der Holsteiner Straße, an der Adresse Holsteiner Straße 66. Heute befindet sich auf dem Gelände der Sportplatz Tonschacht.
Der Zugang zum Lager erfolgte aus östlicher Richtung von der Holsteiner Straße. Links des Eingangs befand sich der Wachtposten sowie die Unterkunft des Lagerführers. Rechts ein Fahnenmast, der Hundezwinger und nördlich hiervon eine größere Baracke in der ukrainische Zwangsarbeiter untergebracht waren. In der Mitte des Lagers befand sich eine kleine Grünfläche. An der Südseite des Lagers stand die polnische Baracke. Direkt gegenüber dem Eingang stand die Baracke der westeuropäischen Fremd- und Zwangsarbeiter. Hier waren Franzosen, Italiener und Belgier untergebracht. Auch die Lagerpolizei war dort angesiedelt. Auf der Nordseite des Lagers befand sich die russische Baracke sowie die Küche.

## Geschichte
Das Lager entstand 1942 auf einem zuvor seit 1925 als Sportplatz genutzten Areal. Bauherr war das Chemiewerk Fahlberg-List, dessen Produktionsstätte sich weiter nordöstlich befand. In dem aus mehreren Baracken bestehenden Lager waren etwa 350 Zwangsarbeiter untergebracht, die bei Fahlberg-List eingesetzt wurden. Zum wohl überwiegenden Teil stammten die Menschen aus Osteuropa, vornehmlich aus dem Gebiet der damaligen Sowjetunion und Polens. Es gab jedoch auch Zwangsarbeiter aus anderen zeitweise von Deutschland im Zweiten Weltkrieg besetzten Ländern. Aus westeuropäischen Ländern befanden sich etwa 40 Personen im Lager. Aufgrund der schlechten Arbeits- und Lebensbedingungen und der schlechten medizinischen Versorgung kamen viele Zwangsarbeiter und auch im Lager lebende Kinder um. Die Toten wurden auf einem gesonderten Ausländerfriedhof, dem heutigen Feld der Vereinten Nationen an der Südseite des Friedhofs Westerhüsen beigesetzt. Insgesamt waren die Lebensbedingungen jedoch erheblich besser als in Konzentrations- oder Straflagern.
Die Situation im Lager ist durch die Aufzeichnungen des französischen Zwangsarbeiters Georges Goris (1919–2007) überliefert, der ab dem 12. März 1943 im Lager lebte und im Zuge des französischen Pflichtarbeitsdienstes Zwangsarbeit leisten musste. Goris war von Beruf Hilfslaborant und wurde als solcher im Chemiewerk Fahlberg-List eingesetzt. Er dürfte aufgrund seiner Herkunft aus Westeuropa und seiner fachlichen Qualifikation im Verhältnis zu Zwangsarbeitern aus Osteuropa privilegiert gewesen sein. So wurde ihm und seinen französischen Kollegen die Möglichkeit gegeben, zwischen einer Unterbringung im Fremdarbeiterlager oder einer Wohnung in der Stadt zu wählen. Um Geld zu sparen und etwaigen Bombenangriffen zu entgehen, entschied man sich für eine Unterbringung im Lager. Im Lager lebten auch Ausländer, die freiwillig zur Arbeit nach Deutschland gekommen waren, um heimatlicher Arbeitslosigkeit zu entgehen und in Deutschland Geld zu verdienen. Es ist auch bekannt, dass sich zumindest ein flämisches Mitglied der Christlichen Arbeiterjugend, der Jeunesse Ouvriere Chretienne (J.O.C.), im Lager aufhielt. Er befand sich im Besitz einer christlichen Dokumentation, mit der die Organisation bemüht war, das nationalsozialistische Deutschland christlich zu beeinflussen. Der Verbleib dieses Aktivisten ist unbekannt.

### Arbeitsbedingungen
Je nach konkreter Arbeitsaufgabe erwiesen sich die Arbeitsbedingungen als sehr schwierig. Die wöchentlichen Arbeitszeiten betrugen 54 bis 90 Stunden. Zumindest die französischen Arbeiter erhielten eine Entlohnung. Der Durchschnittslohn betrug 100 Mark monatlich, abzüglich 20 % für Abgaben und Sozialversicherung. Maximal konnten 230 Mark gezahlt werden. Bei Fahlberg-List war es den französischen Arbeitern möglich ihren Lohn nach Frankreich an ihre Familien zu überweisen. In Deutschland war das Geld nur bedingt einsetzbar, da die Zwangsarbeiter nicht über die erforderlichen Lebensmittelkarten verfügten.
Gefährlich war die zum Teil mangelhafte Ausstattung von Arbeitsplätzen, an denen mit gefährlichen Stoffen umgegangen werden musste. Ein junger Flame verstarb, nachdem er über etwa ein Jahr in einem Forschungslabor von Fahlberg-List mit Quecksilber(II)-chlorid gearbeitet hatte, an einer Quecksilbervergiftung. Auch der Zwangsarbeiter Georges Goris wurde dann von seinem Vorgesetzten, dem örtlichen NSDAP-Leiter Bernhard Gaudian, dazu angehalten in einem Labor mit Quecksilberchlorid-Verbindungen zu arbeiten. Goris, der von dem Tod seines flämischen Kollegen Kenntnis hatte, weigerte sich jedoch mit Verweis auf eine vorgetäuschte Magenerkrankung. Gaudian hielt daraufhin Rücksprache mit dem Leiter der Forschungslabore Gustav Gassner und teilte im Ergebnis mit, dass man ihn aufgrund der kriegsgesetzlichen Gegebenheiten nicht zwingen könne. Goris wurde dann praktisch strafversetzt und zu körperlich schweren Arbeiten als sogenannter Hofarbeiter herangezogen. Der stattdessen die Arbeitsstelle von Goris antretende deutsche Mitarbeiter verstarb, wohl arbeitsbedingt, bereits sechs Monate später. Goris berichtete davon, dass ihm die Haare ausfielen.
Für die Zwangsarbeiter waren besonders die häufigen Sabotagevorwürfe problematisch, die drakonische Strafen nach sich ziehen konnten. So wurden Arbeiter in gefürchtete Straflager deportiert, da sie zehn Minuten vor Arbeitsschluss bereits das Werkzeug beiseitegelegt hatten. Auch andere Gründe wie ungenügende Arbeitsleistung, wiederholter Nichtantritt zum Feuerwehrdienst nach Arbeitsschluss, Fluchtversuch, Beleidigung oder Auflehnung gegen das nationalsozialistische Regime konnten zur Deportation führen. In diesen sogenannten Arbeitserziehungslager herrschten schlimmste Bedingungen. Nach etwa sechs Wochen waren vorher gesunde Menschen bis auf das Skelett abgemagert. Nach etwas längerer Zeit war der körperliche Verfall so weit fortgeschritten, dass akute Lebensgefahr und letztlich der Tod eintrat.
Zumindest für die französischen Arbeiter erfolgte die Verpflegung mittags im Werk, wobei man das gleiche Essen wie die deutschen Mitarbeiter erhielt und auch freie Platzwahl bestand. Für das Frühstück wurde am Abend zuvor ein leichter Imbiss ausgegeben. Lebensmittelmarken wurden jedoch nicht zur Verfügung gestellt. Das Abendessen erfolgte im Lager und musste selbst organisiert werden, wobei für 14 Zwangsarbeiter in der Stube der Franzosen nur ein Kocher zur Verfügung stand. Erleichtert wurde die Versorgung der französischen Arbeiter durch Paketsendungen ihrer in der Heimat lebenden Angehörigen, diese blieben mit der Landung der Alliierten in der Normandie am 6. Juni 1944 aus. Auch beteiligte man sich an illegalen, aber weit verbreiteten Tauschgeschäften. Insbesondere das bei Fahlberg-List produzierte Saccharin war ein begehrtes Schwarzhandelsobjekt. Es kam auch zu Wilderei, so im Gebiet der auf der anderen Elbseite gelegenen Kreuzhorst. Viele der osteuropäischen Zwangsarbeiterinnen arbeiteten an Sonnabenden und Sonntagen zusätzlich für örtliche Gemüsegärtner und erhielten hier auch zusätzliche Lebensmittel geschenkt. Allerdings war nicht sichergestellt, dass ihnen die so erlangten Waren nicht von den Wachtposten abgenommen wurden. Durch die Wachtposten konnte es auch Schläge und Tritte geben. Für die Heizung der Baracke gab es eine unzureichende Holz- und Brikettration. Die Wäsche konnte im Werk gewaschen werden, wo auch Duschen möglich war.
Es bestand in sehr eingegrenzter Weise eine Urlaubsmöglichkeit. So wurde unter zwölf französischen Zwangsarbeitern einer ausgelost, der für acht Tage nach Frankreich fahren durfte. Die anderen elf mussten unterschreiben, dass sie im Falle, dass der Ausgeloste nicht zurückkehrt, sich einverstanden erklären für ein Jahr nicht nach Frankreich zu fahren. Nach der Rückkehr des Ersten durfte dann der als Zweiter Ausgeloste fahren.
Nach der Zerstörung Magdeburgs durch den verheerenden Luftangriff vom 16. Januar 1945 wurden die Zwangsarbeiter zu Aufräumarbeiten in der Magdeburger Innenstadt herangezogen. In der Nähe der Sternbrücke, der damaligen Adolf-Hitler-Brücke, hatte die Gruppe beim Bau von kleinen Bunkern zu helfen. Hier arbeiteten auch bis auf das Skelett abgemagerte jüdische Gefangene. Während dieser Arbeiten war jeweils ein schweres Maschinengewehr auf die Arbeitenden gerichtet. Unweit der Brücke wurden die Zwangsarbeiter Zeugen von Misshandlungen an jüdischen Gefangenen während eines Appells, in dessen Verlauf zwei jüdische Gefangene durch Schüsse in Kopf und Brust getötet wurden.

### Lagerleben
Lagerführer war das NSDAP-Mitglied Schmitt. Schmitt, der immer in Uniform und bewaffnet auftrat, war Veteran des Ersten Weltkrieges und wohnte im Lager. Schmitts Verhalten gegenüber westeuropäischen Zwangsarbeitern wird als streng aber höflich beschrieben. Gegenüber Osteuropäern soll er streng und auch gewalttätig gewesen sein. Hin und wieder übte er die Dressur seines Polizeihundes auf der in der Mitte des Lagers befindlichen Grünanlage, um so einschüchternd zu wirken. Im Übrigen soll er sich in der Rolle des manchmal auch moralisierenden Familienvaters gefallen haben. Als er einmal versehentlich beinahe von zwei Litern Wasser getroffen wurde, soll seine erste Reaktion der Griff zum Revolver gewesen sein, letztlich entfernte er sich jedoch nur schimpfend. Bewacht wurde das Lager von fünf bewaffneten Wächtern. Bei passieren des Lagertors hatte man dem Wachposten den Ausweis vorzulegen. Es wird berichtet, dass jemand, der sich der Ausweisvorlage entzog, mit einem Gürtel mit Metallschnalle verprügelt wurde.
Auch zwischen Zwangsarbeitern kam es zu Auseinandersetzungen. Ein sich von einem Landsmann betrogen fühlender polnischer Zwangsarbeiter schlug seinen schlafenden Kollegen so mit einer schweren Eisenstange, dass dieser einen Schädelbruch erlitt. Der Angreifer wurde gestellt und sofort auf dem Firmengelände von Fahlberg-List gehängt.
Regelmäßig fand eine sogenannte Desinfektion der mit Wanzen verseuchten Baracken statt. Zu diesem Zweck wurden, während die Zwangsarbeiter im Werk arbeiteten, in Metallfässern mehrere Schwefelpatronen verbrannt. Die Barackenbewohner spuckten danach einige Tage knallrosa. Der Wanzenbefall blieb jedoch bestehen. Die Gelegenheiten zur Körperhygiene waren unzureichend, wer die Möglichkeit hatte, versuchte Waschgelegenheit im Werk zu nutzen.
Die medizinische Versorgung der Zwangsarbeiter erfolgte durch einen alten Militärarzt, der jeweils um 10.00 Uhr eine Sprechstunde im Werksgelände abhielt. Darüber hinaus gab es eine Krankenstation, die von einer an Tuberkulose erkrankten ukrainischen Krankenschwester geführt wurde. Grundsätzlich bestand jedoch bei schweren Erkrankungen auch die Möglichkeit einer Behandlung in einem deutschen Krankenhaus und die Inanspruchnahme einer Apotheke, wobei sich die Adler-Apotheke an der Ecke Hadmersleber Straße/Alt Salbke gegenüber dem Werk befand.
Unweit der Baracken war ein Graben in W-Form ausgehoben, der bei Luftalarm als Schutz dienen sollte. Bei einem Angriff soll es in lediglich 20 Meter Entfernung Einschläge gegeben haben. Die im Graben Schutz Suchenden wurden von Erdklumpen getroffen, blieben jedoch unverletzt.
Im Lager versteckten sich einige alliierte Piloten, deren Flugzeuge abgeschossen worden waren, die sich jedoch hatten retten können.

### Freizeit
In der Freizeit spielten die Lagerbewohner Fußball, im Winter kam es zu ausgedehnten Schneeballschlachten zwischen Ost- und Westeuropäern. An den Wochenenden fanden häufig in der polnischen Baracke Tanzveranstaltungen und Orchesterkonzerte statt. Vermutlich war es den polnischen Bewohnern durch Bestechung der Lagerpolizei mit Schwarzhandelsware gelungen bestimmte Freiheiten auszuhandeln. Die Lagerbewohner konnten das Lager auch außerhalb der Arbeitszeit verlassen. So ergaben sich auch Liebesbeziehungen. Mit geheimen Signalen verabredete man sich zu Treffen an der Elbe oder schlecht einsehbaren Gehölzen. Die Pärchen verließen getrennt mit zeitlichem Abstand das Lager. Nach Arbeitsschluss wurden zum Teil auch in Westerhüsen oder Salbke gelegene Gaststätten aufgesucht. Treffpunkt der französischen Arbeiter war das sogenannte Cafe „J’Hann“ in der Straße Alt Westerhüsen. Auch die traditionsreiche Gaststätte Goldenes Schiff in Westerhüsen sowie das direkt gegenüber dem Haupteingang von Fahlberg-List gelegene Casino wurden gelegentlich aufgesucht. Hin und wieder wurden auch Kulturangebote in der Innenstadt wahrgenommen oder das Westerhüser Kino besucht.
Es war auch möglich Gottesdienste in deutschen Kirchengemeinden zu besuchen. So besuchten mehrere französische und belgische Arbeiter regelmäßig die Gottesdienste der katholischen Gemeinde St. Johannes Baptist im Magdeburger Stadtteil Salbke. Obwohl Kontakte zur einheimischen Bevölkerung streng untersagt waren, wurden Kontakte geschlossen. Es entstanden zum Teil sogar Freundschaften, die noch in der Nachkriegszeit weiter gepflegt wurden.

### Auflösung des Lagers
Das Lager bestand als Zwangsarbeiterlager bis zur Besetzung des Gebiets durch US-amerikanische Truppen am 11. oder 12. April 1945. Am Nachmittag des 11. April 1945 wurde für Magdeburg Feindalarm gegeben. Nach Angaben eines Zwangsarbeiters sollen bereits kurz danach US-amerikanische Soldaten in das Lager eingedrungen sein. Nach anderen Angaben rückten die US-Truppen erst am 12. April 1945 über Salbke nach Westerhüsen vor. Bei den ersten US-Soldaten die das Lager betraten handelte es sich um polnische Soldaten. Russische und polnische Zwangsarbeiter knieten aus Dankbarkeit für ihre Befreiung vor den Soldaten nieder und küssten sie. Die deutschen Bewacher hatten sich zuvor schnell abgesetzt. Der Lagerführer Schmitt war jedoch geblieben und hatte lediglich seine Uniform gegen zivile Golfkleidung und Mütze im englischen Stil getauscht. Die polnischen Soldaten befragten die polnischen Zwangsarbeiter über sein Verhalten, dieses wurde positiv geschildert. Schmitt durfte daher das Lager verlassen. Er nahm auf einem kleinen Wagen Gegenstände, darunter ein Radiogerät und eine Matratze mit. Die befreienden Soldaten waren bald daraufhin wieder verschwunden. Russische Gefangene spielten mit den Bajonetten der früheren Bewacher Dart auf das Porträt Adolf Hitlers beim ehemaligen Wachposten.
Am Nachmittag des 14. April 1945 wurde das Lager durch Bomben geschädigt. Bombensplitter skalpierten den Wallonen Guy Casaigne, und verletzten zwei Russen am Bauch. Da sich das Lager unweit des Frontverlaufs, der im Osten entlang der Elbe verlief, befand, verließen viele Zwangsarbeiter das Lager und gingen weiter nach Westen, in die schon sicher von den Amerikanern gehaltenen Gebiete. Am 15. April teilten die US-Soldaten mit, dass ihre Einheit abziehen würde und auch die verbliebenen Lagerbewohner gehen sollten. Ein weiterer Teil der Bewohner verließ daraufhin das Lager. Andere blieben noch, einige hatten hier jetzt auch Freund oder Freundin gefunden.
Danach wurden die Baracken zunächst noch als Behelfsunterkünfte für aus den deutschen Ostgebieten Vertriebene und durch die Bombenangriffe wohnungslos gewordene Magdeburger genutzt. Später wurden die Baracken abgerissen und wieder ein Sportplatz eingerichtet.

## Gedenken
Die Zahl der durch die schlechten Arbeits- und Lebensbedingungen umgekommenen Bewohner des Lagers ist nicht genau bekannt. Im Jahr 2005 wurde zum Gedenken an das Lager eine von Wolfgang Roßdeutscher geschaffene Gedenkstele aufgestellt.
In einem Brief vom 24. September 1943 verfasste der Zwangsarbeiter Georges Goris während seiner Zeit im Zwangsarbeiterlager Diana das Gedicht La Baraque du S.T.O., welches sowohl im französischen Original als auch mit dem Titel Die Zwangsarbeiterbaracke in deutscher Übersetzung später veröffentlicht wurde. In dem Gedicht schildert Goris, die, von ihm auch gezeichnete Baracke als Heimatersatz und sein gleichzeitiges Sehnen, sie so schnell wie möglich als freier Mensch zu verlassen.